# Joakim Forsberg
Joakim Forsberg, född 1969 i Kiruna, uppvuxen i Stockholmsförorten Bagarmossen, är en svensk författare, musiker och dramatiker.

## Priser och utmärkelser
- 1998 – Albert Bonniers stipendiefond för yngre och nyare författare